# Żydowo (powiat gnieźnieński)

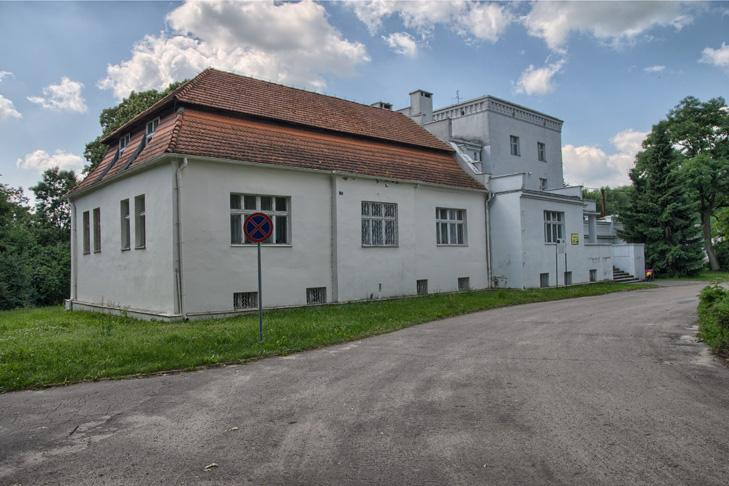
Dwór

Żydowo – wieś w Polsce położona w województwie wielkopolskim, w powiecie gnieźnieńskim, w gminie Czerniejewo. Dawniej miasto. W latach 1975–1998 miejscowość należała administracyjnie do województwa poznańskiego. Wieś należy do parafii św. Stanisława Biskupa i Męczennika.

## Nazwa
Nazwa Żydowo pochodzi od Żydów, którzy osiedlili się tu na przełomie XIV/XV wieku, po sprowadzeniu ich do Polski przez króla Kazimierza Wielkiego.

## Historia
W Żydowie natrafiono na ślady kultury pomorskiej, rozwijającej się tu 550 lat p.n.e.. Już w czasach wczesnośredniowiecznych rozwijało się tu osadnictwo, o czym świadczą pozostałości po czworobocznym grodzisku (lewy brzeg małej Wrześnicy, obok stacji PKP). Najstarsza wzmianka pisana, dotycząca wsi, pochodzi z 1357 roku. Wieś znajdującą się na szlaku pielgrzymim wiodącym ze Śląska do Gniezna początkowo należała do kapituły gnieźnieńskiej, a potem do rodów szlacheckich. Na przełomie XIV i XV w. wieś szlachecka należała do Zofii i Bieniaka, potem do rodu Porajów i Doliwów. W 1428 roku proboszcz kościoła w Kędzierzynie pobierał z Żydowa dziesięcinę. W 1520 roku proboszczem nowego kościoła był ks. Stanisław z Kręciszek. W latach 1752–1869 Żydowo posiadało prawa miejskie, które uzyskał od króla Augusta III ówczesny właściciel Stanisław Smoleński. W latach 1818–1939 właścicielami Żydowa była rodzina Chełmickich. 
W pierwszych dniach II wojny światowej we wsi mieścił się punkt dowodzenia obrońców Żydowa.

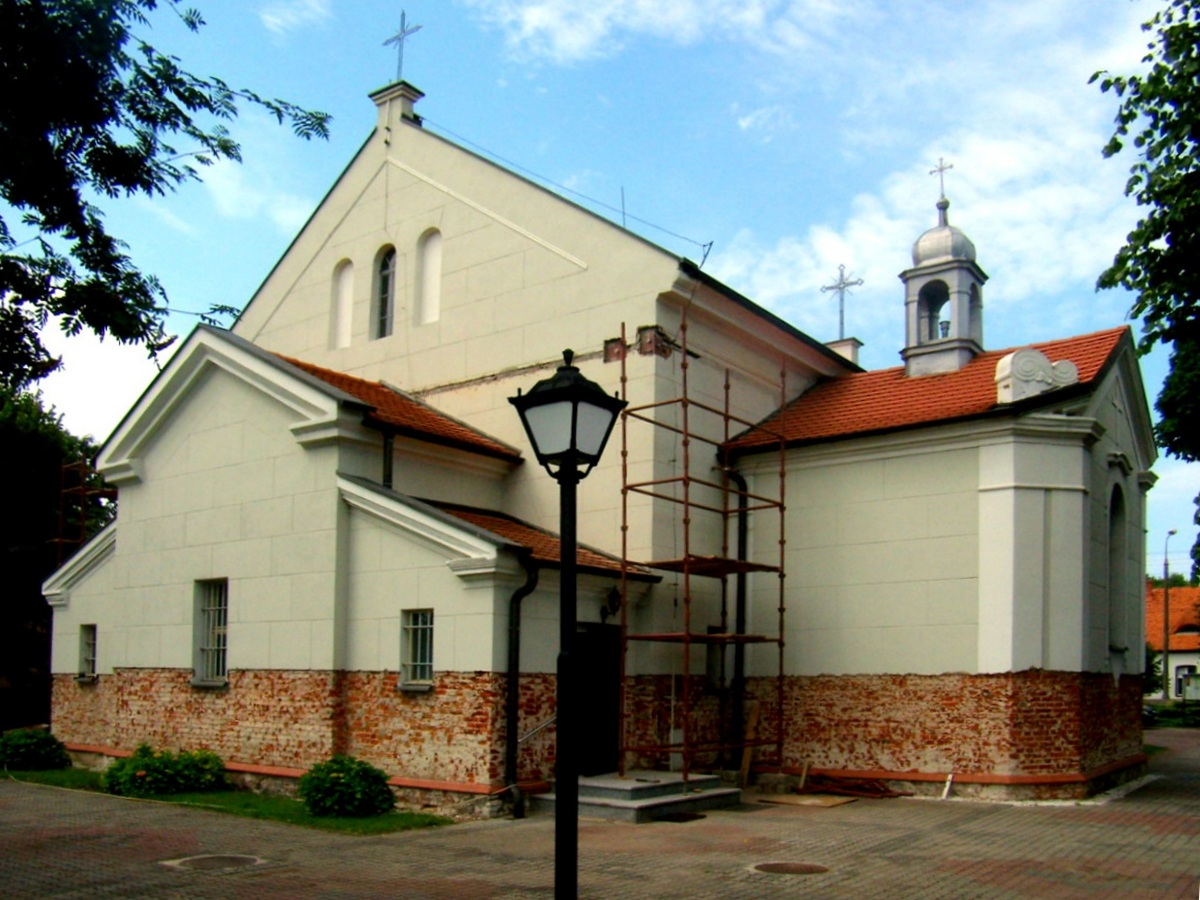
Kościół św. Stanisława z 1845 r.

## Zabytki
- Dwór z przełomu XVIII i XIX w., który znajduje się w parku krajobrazowym. Rozbudowany w XIX w. i w 1937 r.[6]
- Chałupa z początku XIX w.[4].
- Późnoklasycystyczny kościół św. Stanisława Biskupa i Męczennika pochodzący z 1845 roku[4]. W kościele znajduje się nagrobek hr Michała Tyszkiewicza (1857-1930), malarza,  filantropa,  publicysty, polityka i dyplomaty Ukraińskiej Republiki Ludowej. Po upadku jej oraz zagarnięciu dóbr hrabiego przez Związek Sowiecki, osiadł on w dobrach rodziny żony, Chełmickich, sponsorów kościoła[7].

## Szkoła
Szkoła we wsi działała od 1829 roku. Po II wojnie światowej mieściła się w dworze. 3 maja 1946 roku została przeniesiona do nowego budynku. W latach 1969–71 zbudowano nowy budynek. W 1981 roku Szkole Podstawowej nadano imię Onufrego Kopczyńskiego, od 2017 roku szkoła nosi imię Jana Pawła II.

## Osoby związane z Żydowem
- Sebastian Żydowski – pochodzący z Żydowa biskup Sufragan pełniący tę funkcję w latach 1541-1560 i jego brat
- Marcin Żydowski (brat Sebastiana) – kanonik gnieźnieński w latach 1552-1572.
- Jan Walenty Kręcki – ksiądz, powstaniec wielkopolski 1848 roku. W latach 1854–1855 służył w parafii w Żydowie